# Note (大貫妙子のアルバム)
『note』（ノート）は、2002年2月20日に発売された大貫妙子の通算20作目のスタジオ・アルバム。発売元はEASTWORLD / 東芝EMI。

## 概要
帯コピー：やわらかく優しい強さがここにある。
″BACK TO BASIC″ をテーマに、アコースティックなサウンドを重視して制作されたアルバム。当時は海外録音によるアルバムのリリースが続いていたが、本作のレコーディングは久々にすべて国内(東京)で行われた。
2000年10月にシングルとしてリリースされたMAX FACTOR・フェイスシルクスCMイメージソング「ただ」、小倉博和と佐橋佳幸の二人から成るギターデュオ・山弦とのコラボレート・シングル表題曲「あなたを思うと」、Panasonic VIERAのTV-CM曲「snow」などが収録されている。
「あなたを思うと」は、山弦のシングル曲「祇園の恋」に大貫が歌詞を付けたものとなっており、山弦は編曲と演奏にも参加している。また、旧知の間柄である細野晴臣やフェビアン・レザ・パネといったミュージシャンのほか、大貫の作品には初参加となる槙原敬之がM-4, 5にコーラスで参加している。
ジャケットに用いられた絵は、イラストレーターの網中いづるが描いたもの。
2016年3月にはリマスター盤SHM-CDの発売と配信が開始され、2020年12月にはLPレコードが限定盤として発売された。

## 収録曲

### CD
| 全作詞: 大貫妙子、全作曲: 大貫妙子（M-1を除く。M-1のみ山弦）。 |                    |           |                                    |                                     |      |
| #                                                              | タイトル           | 作詞      | 作曲・編曲                         | 編曲                                | 時間 |
| 1.                                                             | 「あなたを思うと」 | 大貫妙子  | 大貫妙子（M-1を除く。M-1のみ山弦） | 山弦                                | 4:16 |
| 2.                                                             | 「緑の風」         | 大貫妙子  | 大貫妙子（M-1を除く。M-1のみ山弦） | 山弦 ストリングスアレンジ: 佐橋佳幸 | 3:31 |
| 3.                                                             | 「ともだち」       | 大貫妙子  | 大貫妙子（M-1を除く。M-1のみ山弦） | 森俊之                              | 4:10 |
| 4.                                                             | 「Wonderland」     | 大貫妙子  | 大貫妙子（M-1を除く。M-1のみ山弦） | 森俊之 コーラスアレンジ: 大貫妙子   | 4:38 |
| 5.                                                             | 「虹」             | 大貫妙子  | 大貫妙子（M-1を除く。M-1のみ山弦） | 森俊之 コーラスアレンジ: 大貫妙子   | 4:09 |
| 6.                                                             | 「la musique」     | 大貫妙子  | 大貫妙子（M-1を除く。M-1のみ山弦） | 森俊之 コーラスアレンジ: 大貫妙子   | 3:49 |
| 7.                                                             | 「太陽がいっぱい」 | 大貫妙子  | 大貫妙子（M-1を除く。M-1のみ山弦） | フェビアン・レザ・パネ              | 3:42 |
| 8.                                                             | 「snow」           | 大貫妙子  | 大貫妙子（M-1を除く。M-1のみ山弦） | 山弦                                | 4:50 |
| 9.                                                             | 「星の奇跡」       | 大貫妙子  | 大貫妙子（M-1を除く。M-1のみ山弦） | フェビアン・レザ・パネ              | 4:22 |
| 10.                                                            | 「ただ」           | 大貫妙子  | 大貫妙子（M-1を除く。M-1のみ山弦） | フェビアン・レザ・パネ、小倉博和    | 3:08 |
| 合計時間:                                                      | 合計時間:          | 合計時間: | 40:55                              |                                     |      |

### LPレコード
| 全作詞: 大貫妙子、全作曲: 大貫妙子（M-1を除く。M-1のみ山弦）。 |                    |          |                                    |                                     |      |
| #                                                              | タイトル           | 作詞     | 作曲・編曲                         | 編曲                                | 時間 |
| 1.                                                             | 「あなたを思うと」 | 大貫妙子 | 大貫妙子（M-1を除く。M-1のみ山弦） | 山弦                                | 4:16 |
| 2.                                                             | 「緑の風」         | 大貫妙子 | 大貫妙子（M-1を除く。M-1のみ山弦） | 山弦 ストリングスアレンジ: 佐橋佳幸 | 3:31 |
| 3.                                                             | 「ともだち」       | 大貫妙子 | 大貫妙子（M-1を除く。M-1のみ山弦） | 森俊之                              | 4:10 |
| 4.                                                             | 「Wonderland」     | 大貫妙子 | 大貫妙子（M-1を除く。M-1のみ山弦） | 森俊之 コーラスアレンジ: 大貫妙子   | 4:38 |
| 5.                                                             | 「虹」             | 大貫妙子 | 大貫妙子（M-1を除く。M-1のみ山弦） | 森俊之 コーラスアレンジ: 大貫妙子   | 4:09 |

| 全作詞・作曲: 大貫妙子。 |                    |          |            |                                   |      |
| #                        | タイトル           | 作詞     | 作曲・編曲 | 編曲                              | 時間 |
| 1.                       | 「la musique」     | 大貫妙子 | 大貫妙子   | 森俊之 コーラスアレンジ: 大貫妙子 | 3:49 |
| 2.                       | 「太陽がいっぱい」 | 大貫妙子 | 大貫妙子   | フェビアン・レザ・パネ            | 3:42 |
| 3.                       | 「snow」           | 大貫妙子 | 大貫妙子   | 山弦                              | 4:50 |
| 4.                       | 「星の奇跡」       | 大貫妙子 | 大貫妙子   | フェビアン・レザ・パネ            | 4:22 |
| 5.                       | 「ただ」           | 大貫妙子 | 大貫妙子   | フェビアン・レザ・パネ、小倉博和  | 3:08 |

## 参加ミュージシャン
| あなたを思うと - Acoustic Guitar: 山弦 - Keyboard: 柴田俊文 - Bass: 小倉博和 - Drums: 林立夫 - Programming: 角谷仁宣 緑の風 - Acoustic Guitar: 山弦 - Drums: 林立夫 - Programming: 角谷仁宣 - Strings: 金原千恵子strings ともだち - Acoustic Piano & Hammond Organ: 森俊之 - Acoustic Guitar: 小倉博和 - Electric Guitar: 佐橋佳幸 - Bass: 小原礼 - Drums: 沼澤尚 Wonderland - Programming,Acoustic Piano & Keyboards: 森俊之 - Bass: 松原秀樹 - Drums: 沼澤尚 - Chorus: 槙原敬之、大貫妙子 虹 - Programming & Keyboards: 森俊之 - Electric Guitar: 佐橋佳幸 - Bass: 小原礼 - Drums: 沼澤尚 - Harp: 朝川朋之 - Chorus: 槙原敬之、大貫妙子 | la musique - Hammond Organ: 森俊之 - Acoustic Guitar: 小倉博和 - Acoustic Piano: フェビアン・レザ・パネ - Acoustic Bass: 高水健司 - Drums: 林立夫 - Chorus: 大貫妙子 太陽がいっぱい - Acoustic Piano: フェビアン・レザ・パネ - Bass: 高水健司 - Drums & Cajon: 沼澤尚 - Strings: 金子飛鳥Strings - Chorus: 大貫妙子 snow - Acoustic Guitar: 山弦 - Keyboard: 佐橋佳幸 - Bass: 細野晴臣 - Drums: 林立夫 - Programming: 角谷仁宣 - Chorus: 大貫妙子 星の奇跡 - Acoustic Piano: フェビアン・レザ・パネ - Bass: 高水健司 - Drums: 沼澤尚 - Harmonica: 西脇辰弥 ただ - Acoustic Piano: フェビアン・レザ・パネ - Acoustic Guitar: 小倉博和 - Oboe: 柴山洋 |

## 発売履歴
| 発売日         | レーベル            | 規格       | 規格品番   | 備考                 |
| -------------- | ------------------- | ---------- | ---------- | -------------------- |
| 2002年2月20日  | EASTWORLD / 東芝EMI | CD         | TOCT-24719 |                      |
| 2016年3月30日  | UNIVERSAL MUSIC     | SHM-CD     | UPCY-7105  | 高音質リマスター盤   |
| 2016年3月30日  | UNIVERSAL MUSIC     | 音楽配信   |            |                      |
| 2020年12月23日 | UNIVERSAL MUSIC     | LPレコード | UPJY-9145  | 初アナログ化・限定盤 |

## 参考資料
- 大貫妙子『note』（ライナーノーツ）EASTWORLD/東芝EMI、2002年2月20日。TOCT-24719。